# Abu Kubaj Gharbi
Abu Kubaj Gharbi – miejscowość w Syrii, w muhafazie Ar-Rakka, w dystrykcie As-Saura. W 2004 roku liczyła 1407 mieszkańców.